# Салвей, Бенет
Ричард Вильям Бенет Салвей (англ. Richard William Benet Salway) — британский антиковед из Университетского колледжа Лондона. Специализируется на истории Поздней Римской империи, греческой и римской эпиграфике и ономастике, римском праве, а также исторической географии греко-римского мира.
Обучался в Квинс-колледже, Оксфорд, где получил степень PhD в 1995 году. Преподавал в колледже святой Анны, Оксфорд, университете Рединга, Манчестерском и Ноттингемском университетах. В 2001 году вернулся в Квинс-колледж. В 2005 году возглавил «Проект Вольтерра II: Закон и конец Империи».
В 2010 году в рамках «Вольтерры» Салвей совместно с Саймоном Коркораном обнаружил ранее неизвестные фрагменты Кодекса Грегориана. «Лондонские фрагменты» — 17 кусков пергамента, датируемых около 400 года н. э., которые в дальнейшем были использованы для написания нового текста (палимпсест).